# Fürstenwalde-Nord
Fürstenwalde-Nord (Veraltet: Morgenländer) ist einer von drei Stadtteilen der Stadt Fürstenwalde/Spree. Kennzeichnend für den Stadtteil sind seine Großwohngebiete aus unterschiedlichen Zeitepochen, welche vornehmlich für die Arbeiter in den Industrieunternehmen gebaut wurden. Als Initialzündung für die großflächige Besiedlung kann die 1872 im Westen des späteren Stadtteils erfolgte Ansiedlung der Firma Pintsch angesehen werden.

## Lage
Der Stadtteil Nord liegt nördlich des Stadtteils Mitte und wird von diesem durch die Eisenbahntrasse Berlin – Frankfurt (Oder) getrennt. Seine Siedlungsgrenzen bilden im Westen der Fürstenwalder Stadtforst, im Norden die Weinberge, als Beginn der Lebuser Hochfläche sowie im Osten Äcker und das Waldgebiet Beerenbusch.
Nördlich befinden sich Trebus und Molkenberg, welche zur Stadt Fürstenwalde/Spree gehören. Nordöstlich liegt Neuendorf im Sande, welches Teil der Gemeinde Steinhöfel ist.

## Geschichte

### Vor der Industrialisierung

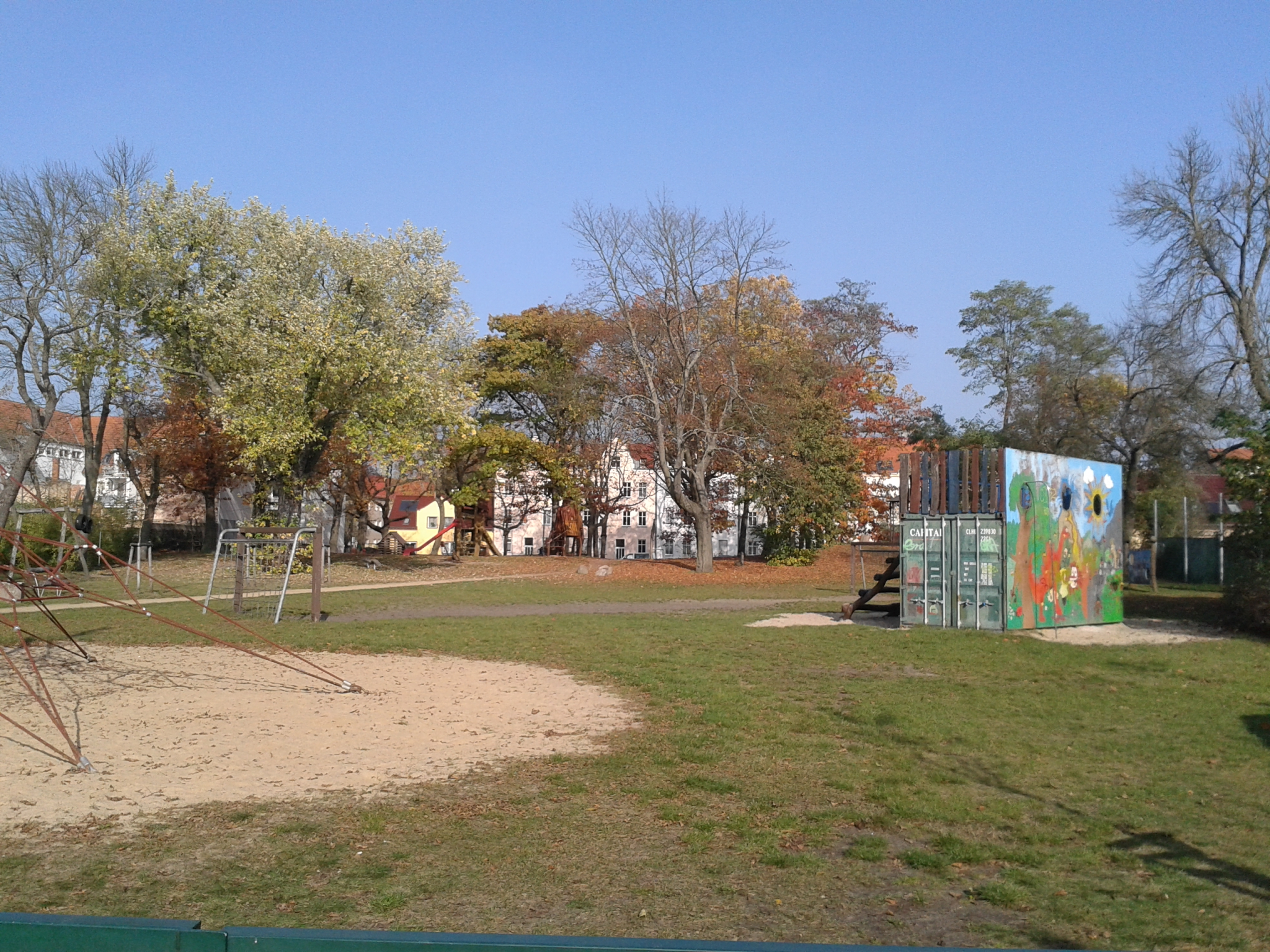
Der Spielplatz auf dem alten Mühlenberg. Im Hintergrund ist die Bebauung an der Nordstraße zu erkennen.

Das Gebiet des heutigen Stadtteils Nord hat seit jeher zur Stadt Fürstenwalde gehört. Bis auf die Siedlung Buschgarten und einige Vorwerke war es aber nicht besiedelt. Vielmehr wurde es landwirtschaftlich genutzt. Damals war die Bezeichnung Morgenland bzw. die Morgenländer für das Gebiet geläufig. Durch die Morgenländer verliefen einige Wege zu Orten im Norden (Trebus, Beerfelde, Müncheberg, Buchholz/Steinhöfel). An und zwischen diesen sollte später die erste Besiedlung des heutigen Stadtteils erfolgen.
Von der einstigen Nutzung zeugen heute noch einige Bezeichnungen, wie Weinberge für die südlichen Hänge der Hochfläche des Landes Lebus oder der Mühlenberg, welcher heute ein großer Spielplatz ist. Auch einige ältere Straßennamen verwiesen darauf, so hieß die Karl-Cheret-Straße einst Ackerstraße und die Ehrenfried-Jopp-Straße war früher die Forststraße. Auch die Feldstraße in Mitte führte ehedem zu den Feldern.
1835 wurde die Scharfrichterei (Abdeckerei) in das Gebiet verlegt. Erst ab 1842, als Fürstenwalde einen Bahnanschluss bekam, wurde das Gebiet zunehmend wichtiger. Da der Bahnhof etwa 1 km vom Stadtzentrum entfernt lag, wurde zunächst die Fläche zwischen der Stadt und der Bahntrasse besiedelt.

### Industrialisierung und Wachstum
Fürstenwalde war schon früh zu einem Industriestandort geworden. Bereits 1837 wurde an der Spree eine Mühle amerikanischer Bauart errichtet. Aber auch traditionell in Fürstenwalde ansässige Handwerkszweige, wie Brauereien, Ziegeleien und Töpfereien wuchsen zu Industriebetrieben heran. Für den heutigen Stadtteil Nord ist die Ansiedlung der Kunsttöpferei O. Titel nördlich des Bahnhofs relevant (1860). Die Töpferei befand sich auf dem heutigen Bonava-Gelände und entwickelte sich bis zur Wende des 19. zum 20. Jahrhundert zu Deutschlands größter Ofenkachelfabrik.
Der große Aufschwung des Gebietes begann 1872 mit der Ansiedlung der Firma von Julius Pintsch westlich der Trebuser Straße bei der Scharfrichterei. Zu diesem Zeitpunkt kann die Nordstraße als nördliche Siedlungsgrenze angenommen werden – diesem Umstand verdankt sie auch ihren Namen.

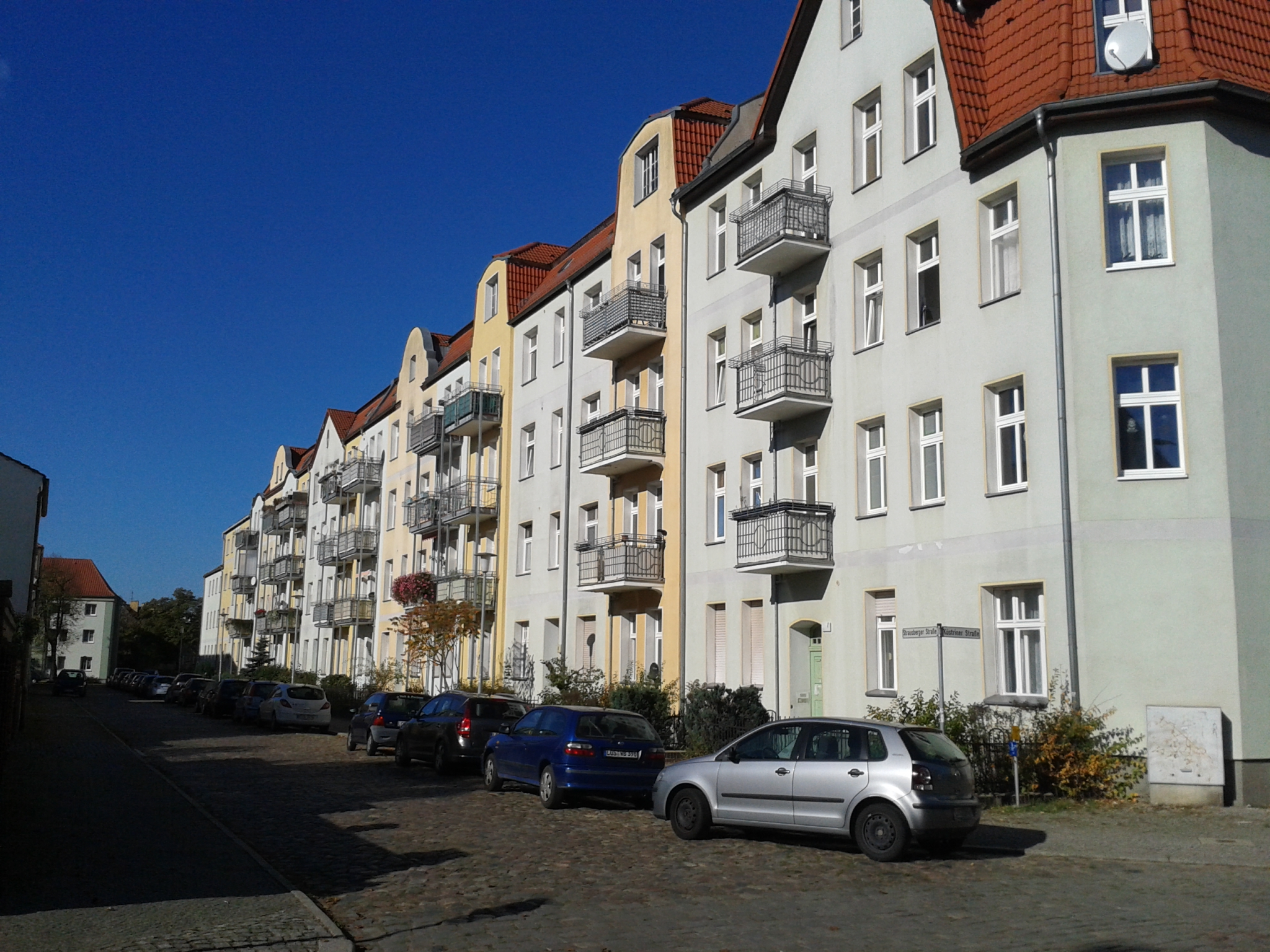
Erste Pintsch-Häuser an der Strausberger Straße.

Die Firma Pintsch, welche ihren Sitz in Berlin hatte, wurde zum großen Arbeitgeber. Der Zweigbetrieb entwickelte sich besonders ab 1885 sehr stark und überflügelte in der Folge auch das Berliner Stammwerk. Für die Arbeitskräfte musste Wohnraum geschaffen werden. So baute die Firma Wohnungen an der Strausberger Straße in typisch Berliner Gründerzeitbauweise. Spätere Werkswohnungen an der Wriezener Straße sind dagegen deutlich einfacher gestaltet. Im Laufe der Zeit siedelten sich weitere Unternehmen an.
Es entstanden weitere Siedlungen, dabei häufig in zeitgemäßer Bauweise. So wurde die Bentschner Straße (heute Verdistraße) mit Gebäuden im Stile der Gartenstadtbewegung bebaut. In den 1920er Jahren entstand die GEWOBA-Siedlung zwischen Steinhöfeler Chaussee (heute Karl-Liebknecht-Straße), Damaschkestraße (heute Julian-Marchlewski-Straße), Wriezener Straße und Lissaer Straße (heute Richard-Strauss-Straße). Sie wurde nach den Prinzipien des Neuen Bauens gestaltet.
Neben den Großsiedlungen entstanden auch Gebiete mit Einfamilienhäusern, Doppelhäusern und Stadtvillen, teilweise als Typenbauten. Das Straßennetz orientiert sich bis heute an den ehemaligen Radialen, die fächerförmig das Gebiet strukturieren. Alle neuen Straßen wurden entweder als Parallelen oder als Querstraßen zu diesen konzipiert. Dabei wurden einige obsolet gewordene Verbindungen aber auch überplant, so ist die historische Verbindungsstraße nach Müncheberg nur noch stückweise vorhanden (Alte Neuendorfer Straße in Mitte, Wriezener Straße und Kantstraße in Nord). Die östliche Besiedlungsgrenze war lange Zeit die Trasse der Oderbruchbahn. Zahlreiche Straßen wurden nach Ende des Ersten Weltkriegs nach Orten in den an Polen abgetretenen Gebieten benannt.
Im Jahre 1915 entstand nördlich der späteren Bromberger Straße (heute Wladimir-Komarow-Straße) ein kleiner Militärflugplatz. Gemäß den Bestimmungen des Versailler Vertrags musste dieser abgebrochen werden. An seiner Stelle entstanden ein Sportgelände, die Kleingartenanlage „Neue Welt“, aber auch industrielle Anlagen, wie die Wreschner Farbenwerke.
Im Zweiten Weltkrieg wurde die Produktion bei Pintsch auf kriegswichtige Güter umgestellt. Dazu wurden viele Fremdarbeiter und Kriegsgefangene herangezogen. Für sie entstanden große Barackenlager. Westlich der Hegelstraße entstand ein Waldfriedhof für verstorbene Lagerinsassen. Dieser wurde nach dem Krieg auch für die Beisetzung von Flüchtlingen und zurückgekehrten Kriegsgefangenen genutzt.

### DDR-Zeit
Mit dem Ende des Zweiten Weltkrieges, in dem der Stadtteil nur wenig in Mitleidenschaft gezogen wurde, begannen im Zuge der Reparationsleistungen große Demontagearbeiten in den Industriebetrieben. Die Inhaber wurden enteignet, die Maschinen wurden als Wiedergutmachung in die Sowjetunion verbracht. Viele Straßen bekamen neue Namen, insbesondere jene Straßen, welche Namen in Polen liegender Städte trugen.
Die Industriebetriebe wurden neu ausgerichtet. Aus der Firma Pintsch wurde der VEB Chemie- und Tankanlagenbau (Gaselan), aus den Farbenwerken wurde der VEB Lithopone. Weitere Betriebe wurden angesiedelt, z. B. VEB Statron als Teil des RFT-Herstellerverbundes.

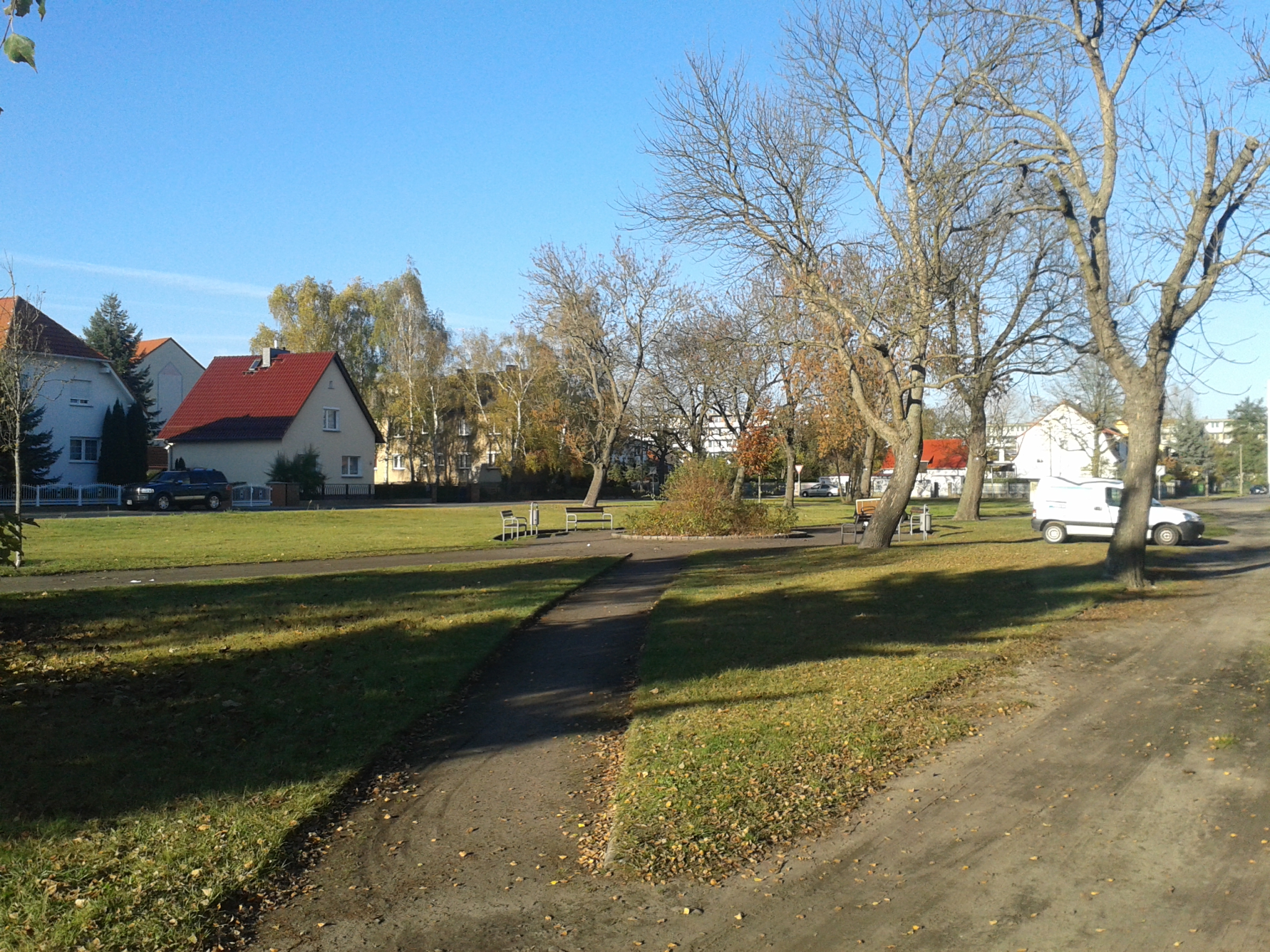
Der Martin-Luther-Platz liegt sehr zentral im Stadtteil.

Gaselan wurde eines der größten Unternehmen der DDR. Um die stetig steigende Nachfrage an Wohnungen in Fürstenwalde decken zu können, wurden diverse Neubaugebiete errichtet. Erste kleinere Siedlungen mit zwei- oder dreigeschossigen Gebäuden entstanden zwischen der Dr.-Goltz- und der Richard-Strauss-Straße auf einem ehemaligen Barackengelände sowie an der Martin-Luther-Straße. In den 1960er Jahren wurde der Bereich Jahnstraße/Hölderlinstraße mit Viergeschossern bebaut. Zuletzt wurden hier Anfang der 1980er Jahre zwei ergänzende Gebäude errichtet.
Die fünfgeschossigen Gebäude im Gebiet Richard-Soland-Ring/Friedrich-Ludwig-Jahn-Ring stellen mit ihren Schmetterlingsdächern eine Besonderheit dar. In typischer Plattenbauweise entstanden die Siedlungen an der Dr.-Theodor-Neubauer-/Magnus-Poser-Straße sowie im Kosmonautenviertel. Das Kosmonautenviertel wurde das größte Wohngebiet der Stadt. Es entstand auf dem Gelände des alten Flugplatzes. Entsprechend musste die sich hier befindliche Kleingartenanlage umgesiedelt werden. Sie entstand jenseits der Oderbruchbahn im sogenannten Ausbau Ost neu. Hier, wie auch in anderen noch unbesiedelten Bereichen im Stadtteil, entstanden weitere Einfamilienhäuser.
Mit den Siedlungen wurden auch weitere Einrichtungen, wie Kaufhallen und Schulen errichtet. Im Stadtteil Nord befanden sich zu DDR-Zeiten vier Schulen. Davon waren drei Typenschulbauten, eine nutzte Baracken des ehemaligen Pintsch-Lagers.
1971 wurde auf Initiative des Leiters des VEB Lithopone die Spreeschwimmhalle an der Juri-Gagarin-Straße gebaut.

### Situation heute
Nach der Wende wurde Gaselan zerschlagen. Die einzelnen Unternehmensteile wurden, wie auch die anderen Betriebe, von westlichen Unternehmen übernommen. Einige existieren heute nicht mehr. Zuletzt wurde Ende 2013 die RMG Gaselan Regel + Messtechnik GmbH geschlossen. Die Produktionsstätte der Deutschen Amphibolin-Werke (ehemals VEB Lithopone) wird bis 2016 an andere Standorte verlagert. Der Standort Fürstenwalde wird zum Logistikzentrum umgebaut.
Bis auf Lücken- oder Ersatzbebauung gab es nach der Wende keinen nennenswerten Wohnungsbau im Stadtteil Nord. Einige der Großwohnsiedlungen, insbesondere das Kosmonautenviertel, haben mit signifikanten Leerständen zu kämpfen. Seit 2008 wurden mit Fördermitteln aus dem Programm „Stadtumbau Ost“ einige Gebäude abgerissen.
Im Jahre 1991 entstand an der Trebuser Straße das katholische Schulzentrum Bernhardinum. Das Schulzentrum besteht aus Grundschule, Oberschule und Gymnasium. Am nördlichen Rand des Stadtteils entstand 1991 auf dem alten Gut Palmnicken ein Oberstufenzentrum. Das seit 1951 schulisch genutzte Gelände wurde umgestaltet und teilweise neu bebaut. Vornehmlich für Schüler des Oberstufenzentrums wurde zwischen 2012 und 2014 in der Trebuser Straße das ehemalige Gaselan-Verwaltungsgebäude von acht auf fünf Geschosse zurückgebaut und zu einem Jugendgästehaus umgestaltet.
Die Spreeschwimmhalle wandelte sich zum Sport- und Spaßbad Schwapp mit Saunalandschaft und Fitnesscenter. Weiterhin entstanden im Umfeld weitere kommerzielle (Bowlingcenter, Tennisanlage, Minigolfplatz) und kostenlose (Skaterpark, Bolzplatz) Freizeitangebote. Die sie verbindende Straße wurde in Große Freizeit umbenannt.
Der Baukonzern Bonava Deutschland (ehemals NCC Deutschland) bezog im Dezember 2011 auf der Nordseite des Bahnhofs ein neues Verwaltungsgebäude. Dieses wird seit Mai 2016 erweitert.

## Bildungseinrichtungen
In Fürstenwalde-Nord befinden sich insgesamt drei Grundschulen (Sigmund-Jähn-Grundschule, Sonnengrundschule & Katholische Grundschule), zwei Oberschulen (Juri-Gagarin-Oberschule & Katholische Oberschule), ein Oberstufenzentrum (Europaschule Oberstufenzentrum Palmnicken), ein Gymnasium (Katholisches Gymnasium „Bernhardinum“) und ein berufliches Gymnasium (FAW gGmbH).

## Siedlungen
- Bahnhofsvorstadt
- Buschgarten (ab 1750)
- Ausbau Ost
- Pintsch-Arbeitersiedlungen (1890er bis 1930er Jahre)
- GEWOBA-Siedlung (1920er Jahren)
- Hölderlinstraße (1960er bis 1980er Jahre)
- Nordost
- Soland-/Jahn-Ring (1970er Jahre)
- Kosmonautenviertel (1970er und 1980er Jahren)
- Vogelsiedelung
- Weinbergsgrund

## Verkehr

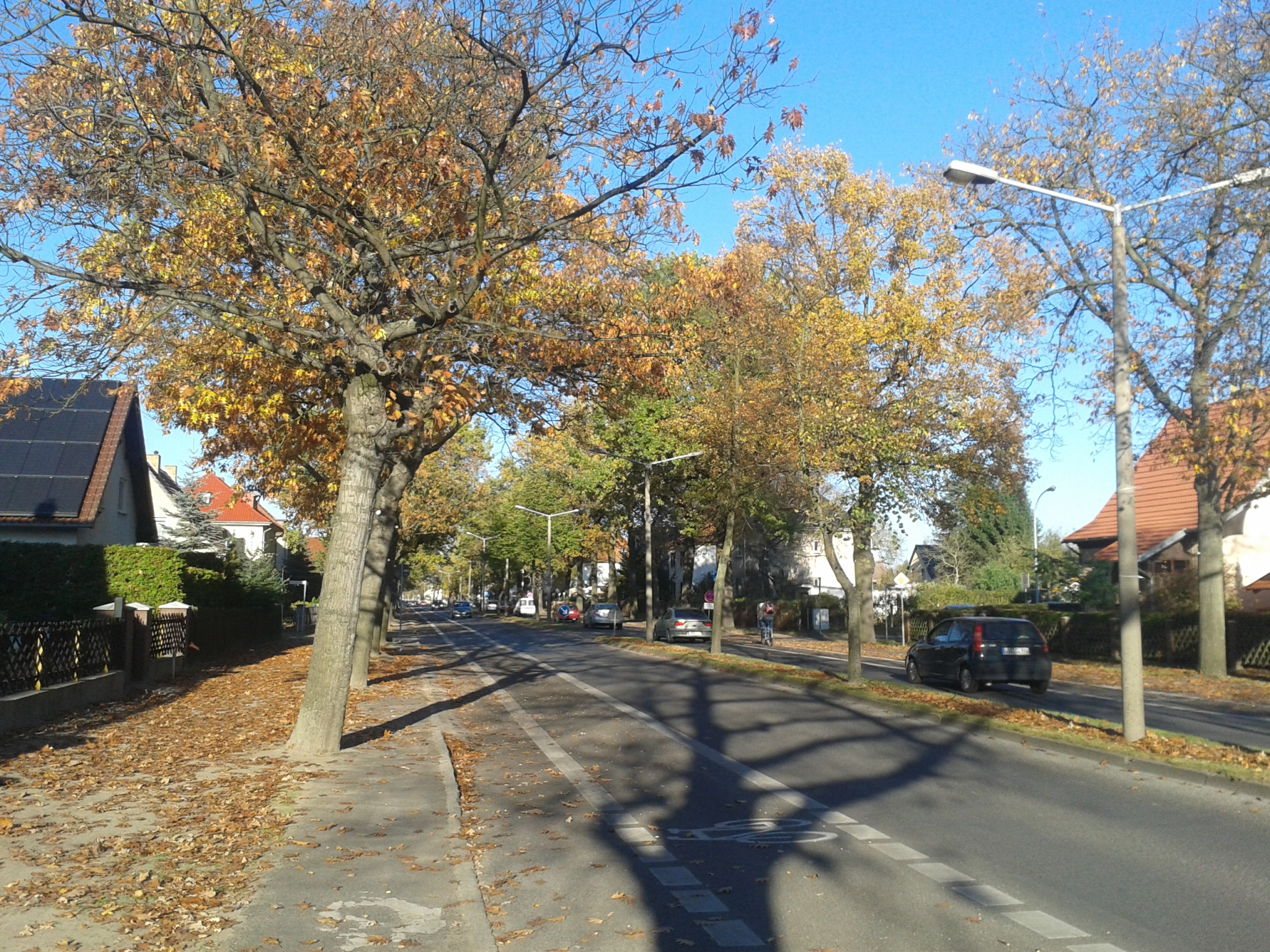
Johann-Sebastian-Bach-Straße

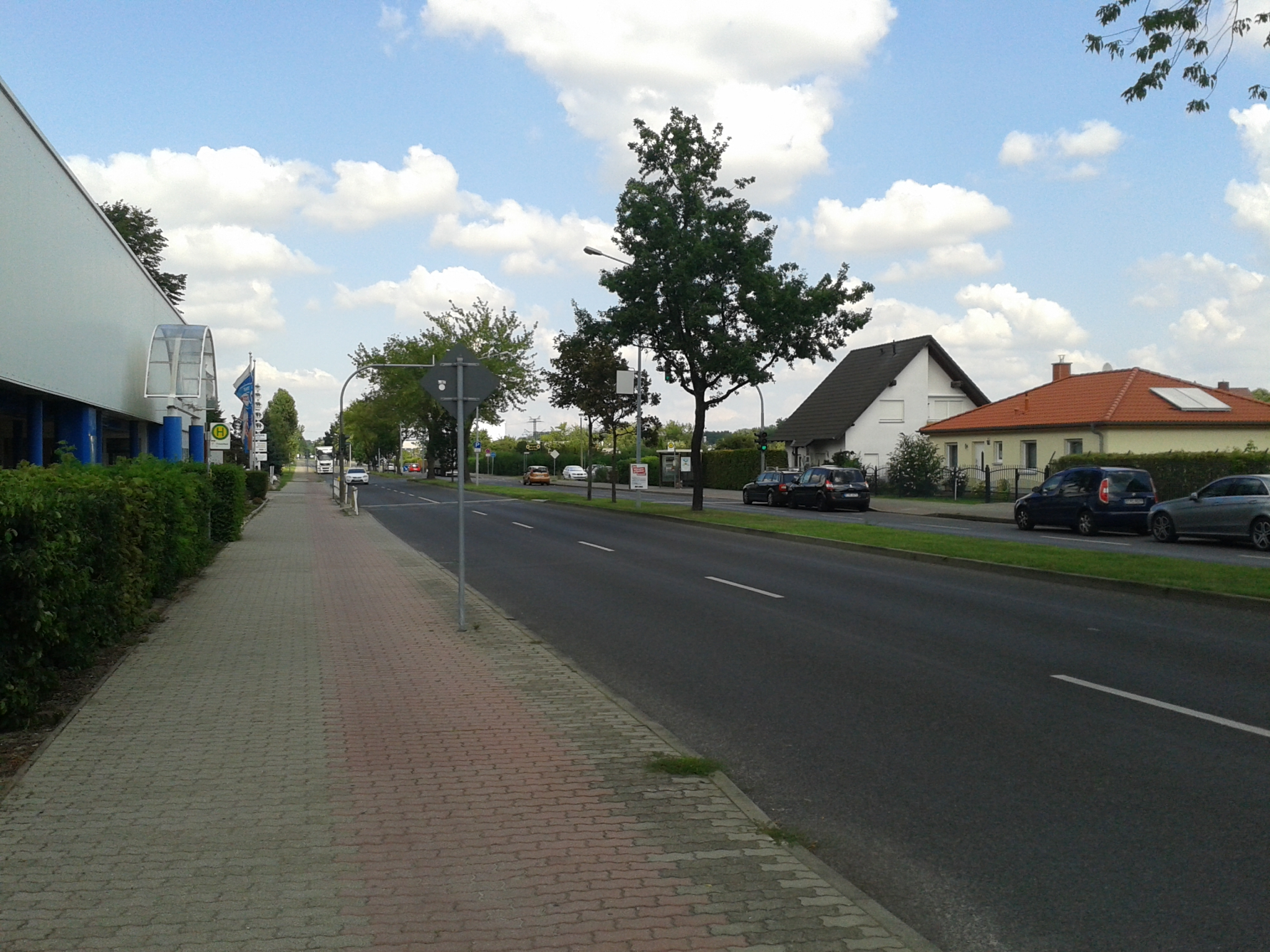
Juri-Gagarin-Straße vor dem Schwapp

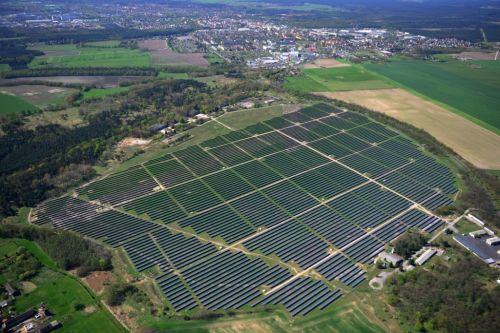
Solarpark auf dem ehemaligen Flugplatz

Durch den Stadtteil Fürstenwalde-Nord verlaufen diverse Straßen zur örtlichen und überörtlichen Erschließung.
Der Straßenzug Hegelstraße – Weinbergsgrund – Triftstraße – Karl-Liebknecht-Straße – Steinhöfeler Chaussee – Osttangente bildet eine den Stadtteil größtenteils umführende Umgehungsstraße. Bis auf die Hegelstraße sind sie alle Teil der Bundesstraße 168 von Eberswalde nach Cottbus, welche regional den Stadtteil mit Müncheberg, Trebus, der Autobahnauffahrt Fürstenwalde Ost an der A 12 sowie Beeskow verbindet. Von diesem Straßenzug gehen weiterhin Straßen nach Molkenberg, Buchholz und Steinhöfel ab.
Für die innere Erschließung des Stadtteils spielen die Trebuser Straße, der Straßenzug Johann-Sebastian-Bach-Straße – Juri-Gagarin-Straße sowie deren Verbindung, die Ehrenfried-Jopp-Straße eine wichtige Rolle.
An der Johann-Sebastian-Bach-Straße befindet sich die einzige innerstädtische Querungsmöglichkeit der Eisenbahnstrecke für Kraftfahrzeuge. Die Ehrenfried-Jopp- und die Trebuser Straße sind die Zubringer zu den P+R-Anlagen des Bahnhofs. Hier befinden sich zwei weitere Übergänge zum Stadtteil Mitte: Den Tunnel für Fußgänger und Radfahrer sowie die Erschließungsanlagen des Bahnhofs mit Treppen und Aufzügen. Am Bahnhof verkehren die Regionalzüge der Linien RE 1 (Magdeburg – Brandenburg an der Havel – Potsdam – Berlin – Fürstenwalde – Frankfurt (Oder) – Eisenhüttenstadt) und RB 35 (Fürstenwalde – Bad Saarow).
Der Stadtteil Nord wird von zwei Stadtbuslinien erschlossen. Beide Linien führen vom Bahnhof (südliche Seite) zum nördlichen Ende der Juri-Gagarin-Straße. Linie 1 (VBB 411) nimmt dabei einen weiten Bogen über den westlichen Teil der Umgehungsstraße (Hegelstraße) folgt dann der Trebuser Straße stadteinwärts. Über die Dr.-Goltz-Straße geht es gen Osten, wo über Julian-Marchlewski-Straße, Juri-Gagarin-Straße und Karl-Liebknecht-Straße eine große Schleife gefahren wird. Die Linie verbindet u. a. die Schulen an der Trebuser Straße, das Harbigstadion, das Schwapp und das Ärztehaus Nord. Die Linie 4 (VBB 414) nutzt die kurze Verbindung über die Johann-Sebastian-Bach-Straße. Weiterhin verkehren die Regionalbuslinien 432 nach Müncheberg und 433 nach Arensdorf durch den Stadtteil. Sie begannen bzw. endeten lange am nördlichen Bahnhofsvorplatz; mittlerweile ist die Haltestelle aufgehoben, sodass diese Linien auf der Südseite des Bahnhofs enden.
Am nordöstlichen Ende befand sich der 1937 eröffnete (neue) Flugplatz Fürstenwalde, welcher nach dessen Stilllegung im Jahre 2011 mit einem Solarpark überbaut wurde.

## Unternehmen
- Deutsche Amphibolin-Werke SE (ehemals Lithopone)
- Bonava Deutschland
- Reuter STC, ein Gaselan-Nachfolgebetrieb
- Statron Gerätetechnik GmbH